# Granonchulus schulzi
Granonchulus schulzi är en rundmaskart. Granonchulus schulzi ingår i släktet Granonchulus och familjen Mononchidae. Arten är reproducerande i Sverige. Inga underarter finns listade i Catalogue of Life.